# Ledisi
Ledisi Anibade Young (28 maart 1972), beter bekend als Ledisi, is een Amerikaans R&B- en jazzzangeres, songwriter, muziekproducente, schrijfster en actrice.
Sinds het uitbrengen van haar debuutalbum Soulsinger in 2000 heeft Ledisi elf studioalbums uitgebracht en veertien Grammynominaties ontvangen voor haar werk. In 2021 won zij haar eerste Grammy voor 'Anything For You' in de categorie Best Traditional R&B Performance. In 2014 vertolkte zij de rol van gospelzangeres Mahalia Jackson in de film Selma.

## Levensloop
Ledisi is geboren in New Orleans en opgegroeid in Oakland in Californië. Ledisi begon met optreden op achtjarige leeftijd. Zij was in eerste instantie verlegen over haar zang en zong alleen op aandringen van haar klasgenoten. Naargelang zij meer in het openbaar zong kwam haar muzikale carrière tot bloei. Zij ontving een studiebeurs om opera en piano aan de University of California in Berkeley te studeren. Na haar studie was zij actief bij het variété-ensemble Beach Blanket Babylon in San Francisco. Tegelijkertijd werkte zij als serveerster en verkoopster in een platenzaak. Langzaam begon zij naam te maken in de lokale muziekscene in de Bay Area.

## Discografie
- Soulsinger (2000)
- Feeling Orange but Sometimes Blue (2002)
- Lost & Found (2007)
- Turn Me Loose (2009)
- Pieces of Me (2011)
- The Truth (2014)
- Let Love Rule (2017)
- The Wild Card (2020)
- Ledisi Sings Nina (2021)